# Брокур
Брокур (фр. Brocourt) насеље је и општина у североисточној Француској у региону Пикардија, у департману Сома која припада префектури Амјен.
По подацима из 2011. године у општини је живело 96 становника, а густина насељености је износила 39,83 становника/km². Општина се простире на површини од 2,41 km². Налази се на средњој надморској висини од 101 метар (максималној 176 m, а минималној 107 m).

## Демографија
| 1962. | 1968. | 1975. | 1982. | 1990. | 1999. | 2011. |
| ----- | ----- | ----- | ----- | ----- | ----- | ----- |
| 103   | 107   | 114   | 106   | 129   | 120   | 96    |

График промене броја становника у току последњих година